# FN TPS泵動式霰彈槍
FN TPS（英語：Tactical Police Shotgun，意為：戰術警用霰彈槍）是一款由比利时槍械製造商埃斯塔勒国营工厂所研製及生產的軍警兩用戰術散彈槍，發射12鉛徑霰彈。

## 概述
FN TPS是以溫徹斯特M1300為藍本，並且使用許多相似的功能，例如降低後座力的導氣孔式槍管和加快上膛速度的轉拴式槍栓。
FN TPS是一枝泵动式散彈槍（滑動式槍機），槍管下方裝有平行的內置式管式彈倉。
使用泵动式操作的溫徹斯特M1200與其他泵动式霰彈槍一樣，是以可前後滑動的前護木通過兩根操作連桿連接到槍機，使得槍機前後復進。正因如此，前護木是裝在槍管下方的管式彈倉，並且可以前後滑動。空彈殼會在右邊的拋殼口彈出。
FN TPS具有很多現代化的特徵，包括美国M16步槍／M4卡賓槍的可伸縮調節式槍托（四代）、獨立式手槍握把（A2型）和可調節式機械瞄具以及MIL-STD-1913戰術導軌。
FN TPS裝有M16A2樣式的準星和照門。瞄準具可調節海拔和風偏。

## 使用國
- 法國

## 流行文化

### 电影
- 2005年—：裝上垂直前握把、戰術燈和C-More紅點鏡，原本由一名國家安全局探員於開始的XXX總部槍戰時所使用；在該探員被殺、奧古斯都·吉本斯（Augustus Gibbons）的柯爾特XSE手槍又用盡子彈的情況下，吉本斯決定拾起該槍使用。
- 2015年—：2017年時由莎拉·康納（Sarah Connor，艾美莉·克拉克飾演）從其武器庫取出，並在與T-3000的戰鬥中使用。

### 电子遊戲
- 2008年—《戰地之王》：裝上不鏽鋼槍管和管式彈倉以及機匣左側外置式鞍型彈藥架，命名為「FN TPS」。
- 2008年—《穿越火线》
- 2008年—：裝上C-More紅點鏡和SureFire戰術燈（專用護木），命名為「GN戰術霰彈槍」。
- 2010年—：命名為「RTS」，只在DLC出現，由林奇所使用。
- 2010年—：遊戲中第一枝可使用的霰彈槍，命名為「霰彈槍」。
- 2012年—《惡靈古堡6》：命名為「突擊霰彈槍」。

## 資料來源
1. 1 2 3 4 5 6 7  Wagner, Scott W. . Gun Digest Books, 2011. 2011: 205. ISBN 1440218951.
2. 1 2 3 4 5 6  . Manhattan Shooting Excursions.   [2012-12-23]. （原始内容存档于2005-10-13）.
3. 1 2   (PDF). FN Herstal.   [2012-12-23]. （原始内容 (PDF)存档于2012-12-25）.

## 外部連結
- （英文）—Review
- （英文）—User Manual
- （俄文）—Энциклопедия Вооружений－Полицейский дробовик ФН ТПС (FN TPS, Tactical Police Shotgun)（页面存档备份，存于）
- （简体中文）—槍炮世界—温彻斯特1300型泵动霰弹枪（页面存档备份，存于）（有FN TPS的描述）